# Rimisp - Centro Latinoamericano para el Desarrollo Rural
Rimisp – Centro Latinoamericano para el Desarrollo Rural, es una red amplia y diversa de socios que trabaja en Latinoamérica y el Caribe. Desde su fundación en 1986, ha contribuido a comprender las transformaciones rurales y formular mejores estrategias para lograr un desarrollo rural equitativo en América Latina.
Actualmente, cuentan con 3 oficinas país: Chile, Colombia y Ecuador, desde donde desarrollan iniciativas para toda Latinoamérica.
La misión de Rimisp es fomentar una América Latina donde todas las personas, sin importar su lugar de origen, tengan las mismas oportunidades de participar en un desarrollo justo, sostenible e inclusivo.

## Financiamiento / Donantes
El financiamiento de las actividades institucionales de Rimisp proviene en gran medida de la cooperación internacional. International Development Research Centre (IDRC, Canadá), CAF - Banco de Desarrollo de América Latina y el Caribe, Programa de las Naciones Unidas para el Desarrollo (PNUD), Comisión Económica para América Latina y el Caribe (CEPAL), Gesellschaft für Internationale Zusammenarbeit (GIZ), Bill and Melinda Gates Foundation, Fondo Internacional de Desarrollo Agrícola (FIDA, Naciones Unidas), Agencia de los Estados Unidos para el Desarrollo Internacional (USAID) y Fundación FORD (USA), son parte de quienes han apoyado el trabajo investigación e incidencia de Rimisp.

## Áreas temáticas de trabajo
A partir del año 2023, Rimisp definió cuatro áreas temáticas prioritarias para desarrollar sus proyectos, estas son:
- Sistemas agroalimentarios y cambio climático

Buscan Impulsar sistemas agroalimentarios sostenibles y resilientes mediante un mejor diseño de políticas públicas, sistemas de gobernanza inclusivos e innovaciones digitales. Rimisp y sus socios buscan tejer sistemas agroalimentarios dinámicos que sean resilientes ante la crisis climática, sean sostenibles en la producción y comercialización de alimentos y sean efectivos en promover dietas saludables.
- Territorios inclusivos

Área temática que busca contribuir a la cohesión social y la participación inclusiva de las personas, organizaciones sociales e instituciones en las dinámicas territoriales. Para ello, se centra en generar evidencias sobre las desigualdades que afectan a grupos históricamente excluidos, como mujeres, jóvenes, pueblos indígenas y afros.
- Conflictos socio-territoriales (CST)

Dentro de esta área se analizan tensiones, disputas y/o controversias que afectan los territorios en torno a su funcionamiento y gobernanza, el acceso y uso de sus recursos, las formas en que éstos son distribuidos y, los criterios que definen la inclusión/exclusión de los distintos actores sociales en la deliberación y toma de decisiones determinantes para sus trayectorias de desarrollo.
- Desarrollo institucional y gobernanza

Buscan generar evidencia e incidir en diferentes niveles que van desde lo comunitario y más local a lo regional, nacional y Latinoamericano. Busca también que esta incidencia sea posible promoviendo procesos de diálogo y encuentro entre diversos actores y a diferentes niveles.

## Proyectos destacados
Estos son algunos de los proyectos destacados de Rimisp:
- Dinámicas territoriales rurales

El programa Dinámicas Territoriales Rurales (DTR) se llevó a cabo del 2007 al 2012 y contó con la participación de más de 50 organizaciones en 11 países de América Latina. Durante 5 años se llevaron a cabo diversas investigaciones para explicar por qué algunos territorios rurales han logrado tener más crecimiento económico con inclusión social y sustentabilidad ambiental. Esta labor, generó conocimientos que aportaron en el diseño e implementación de políticas públicas.
- Cohesión territorial para el desarrollo

El Programa Cohesión Territorial para el Desarrollo (CTD) buscó contribuir a cambios políticos e institucionales que generarán oportunidades y capacidades para que territorios no metropolitanos pudieran expresar su potencial de desarrollo, y reducir la desigualdad territorial.
El proyecto fue ejecutado por una red de socios y organizaciones muy diversas entre 2012 y el 2015 en 8 países del continente: Brasil, Chile, Colombia, Ecuador, El Salvador, México, Nicaragua y Perú, coordinadas por Rimisp-Centro Latinoamericano para el Desarrollo Rural.
- Conocimiento y cambio en pobreza rural

El proyecto buscó contribuir a mejorar estrategias, políticas e inversiones nacionales y subnacionales con foco en la pobreza rural en México, El Salvador, Colombia y Ecuador. La estrategia principal para cumplir con este propósito es la conformación en cada país, de un Grupo de Trabajo sobre Pobreza Rural, que pueda organizar y conducir procesos de diálogo político, análisis de políticas y asistencia técnica a los tomadores de decisiones.
- Territorios en Diálogo, Inclusión y Bienestar Rural

En 2019 y con el apoyo de IDRC y Fundación Ford, Rimisp ejecutó el proyecto Territorios en Diálogo, con el cual buscó mejorar el bienestar de territorios excluidos del proceso de desarrollo a través de innovaciones en el enfoque tanto conceptual como práctico a las dinámicas de desarrollo en contextos de conflictos socio-territoriales, con particular atención puesta en las y los jóvenes.
- Siembra desarrollo. Pequeña agricultura y alimentación resilientes al COVID-19

Esta iniciativa, apoyada por el Centro de Investigación para el Desarrollo Internacional (IDRC) de Canadá, se enfocó en los sistemas agroalimentarios de México, Guatemala, Colombia, Ecuador y Chile, para comprender cómo el coronavirus ha afectado a la agricultura familiar y la seguridad alimentaria en los territorios urbano-rurales de América Latina y poder avanzar hacia sistemas agroalimentarios más sostenibles, inclusivos y resilientes.
- Redes para la transformación agroalimentaria

Este proyecto tiene por intención apoyar la transformación sostenible de los sistemas agroalimentarios en tres territorios rurales de América Latina, aportando al rescate y puesta en valor de las prácticas agroalimentarias que vienen desarrollando las comunidades indígenas y campesinas en México, Guatemala y Bolivia.
La iniciativa apoyada por el Centro de Investigación para el Desarrollo Internacional (IDRC) de Canadá, tiene como objetivo principal que agricultores de pequeña escala de comunidades indígenas, principalmente mujeres y jóvenes que lideren la transformación de los sistemas alimentarios hacia sistemas más equitativos, resilientes y saludables, promoviendo la adopción y el escalamiento de innovaciones sociales, tecnológicas e institucionales.

## Investigadores
- Julio Berdegué
- German Escobar
- Manuel Chiriboga
- Alexander Schejtman
- Carol Chehab
- Rodrigo Yáñez
- Ignacia Fernandez
- Carlos Córdoba
- Claudia Serrano
- Claudia Ranaboldo

## Directores oficinas país[13]
- Diego Bautista Ríos - Oficina Colombia
- Carol Chehab Rouaiheb - Oficina Ecuador
- Rodrigo Yáñez Rojas - Oficina Chile

## Consejo Internacional de Rimisp[14]
- Ángela Penagos Concha (Presidenta del Consejo Internacional)
- Graciela Teruel
- Ruerd Ruben
- José Graziano da Silva
- Gonzalo Delamaza
- Silvana Vargas Winstanley